# Billy Konstantinidis
Billy Konstantinidis (sinh ngày 21 tháng 4 năm 1986) là một cầu thủ bóng đá người Úc.

## Sự nghiệp câu lạc bộ
Billy Konstantinidis đã từng chơi cho Ventforet Kofu.